# Josip Skoblar
Josip Skoblar, né le 12 mars 1941 à Privlaka (Croatie), est un footballeur croate et international yougoslave.
Josip Skoblar détient le record de buts marqués en Championnat de France sur une seule saison, 44 buts en 1970-1971 avec l'Olympique de Marseille.
Il est également le seul joueur de l'histoire issu du championnat de France à avoir remporté le Soulier d'or européen, en 1971, devant Eusébio ou encore Gerd Müller. Il conserve ainsi le plus haut total de buts pour les 5 plus grands championnats européens jusqu'en 2012 avec les 50 buts de Lionel Messi en Liga, bien que pour tout championnat européen confondu, l'attaquant argentin Héctor Yazalde, ait battu son record dès 1974 avec 46 buts pour le Sporting avant de le remplacer à l'OM par la suite.

## Biographie

### Joueur
Josip Skoblar est né le 12 mars 1941 à Privlaka dans le comitat de Zadar en ex-Yougoslavie. Issue de parents modestes restaurateurs dans la région, Skoblar était un enfant modèle aimant bien s'amuser balle au pied dans les rues de son village natal, où il organise des tournois. Très doué avec le ballon il impressionne dans son village où il suscite les encouragements. Josip ne voulant pas jouer dans un club, son père non plus, préférant qu'il se concentre plutôt sur l'école, il s'engagera tout de même dans le club de sa ville le NK Zadar en 1956, alors âgé de 15 ans. Il passera 2 ans en équipe de jeunes avant de rejoindre l'équipe première à 17 ans en 1958. Le jeune Skoblar se fera remarquer lors de cette première saison avec l'équipe première, Petar Radenković gardien de l'OFK Belgrade qui effectue son service militaire obligatoire à Zadar, lui propose de le rejoindre au club, Skoblar accepte et s'engage en 1959 à l'âge de 18 ans dans le club de la capitale.
À l'OFK Belgrade, Josip Skoblar remporte ses premiers trophées, en remportant deux coupes de Yougoslavie en 1962 et 1966. Il connaîtra sa première sélection en équipe nationale de Yougoslavie en 1961 à l'âge de 19 ans lors d'un match amical contre la Hongrie et sera du voyage pour la Coupe du monde en 1962 au Chili, où sa sélection terminera 4e de la compétition. Skoblar mettra fin prématurément à sa carrière internationale en 1967 avec 11 buts en 32 matchs au compteur. L'année suivante, son pays terminera 2e de l'Euro 1968 sans lui. Il est aussi sélectionné en 1960 avec le XI de Belgrade puis en 1963 avec l'Étoile rouge de Belgrade pour participer à la Coupe des villes de foires, bien qu'il n'ait jamais signé officiellement avec ces clubs. En 1966, Skoblar se fait remarquer lors d'un match amical contre l'Allemagne à Hanovre. Le club de Hanovre lui propose un contrat, Skoblar effectuant dans le même temps une semaine d'entraînement au Bayern Munich. Il s'engagera finalement pour le club de Hanovre, le club bavarois n'ayant pas les moyens financiers de le faire signer. Skoblar quitte l'OFK Belgrade après 7 saisons et 180 matchs joués.
Fin de l'été 1966, Skoblar arrive en Allemagne dans le club de Hanovre 96, mais ne peut pas jouer à cause d'une lettre envoyée trop tard par la fédération yougoslave. Il jouera un seul match amical avec Hanovre 96 et sera prêté en milieu de saison à l'Olympique de Marseille où il marquera les esprits avec 17 buts en 18 matchs. En fin de saison Josip Skoblar retourne à Hanovre et y restera pendant 3 saisons où il inscrira 37 buts en 68 matchs, ce qui lui vaudra la réputation d'attaquant prometteur dans le championnat allemand. En 1969, le président marseillais Marcel Leclerc veut faire revenir Skoblar à l'Olympique de Marseille. Le joueur ayant bien apprécié son court passage au club, accepte l'offre des dirigeants marseillais. Pour son retour à Marseille, Josip Skoblar est acclamé par une foule d'environ cinq mille personnes à l'aéroport de Marignane.

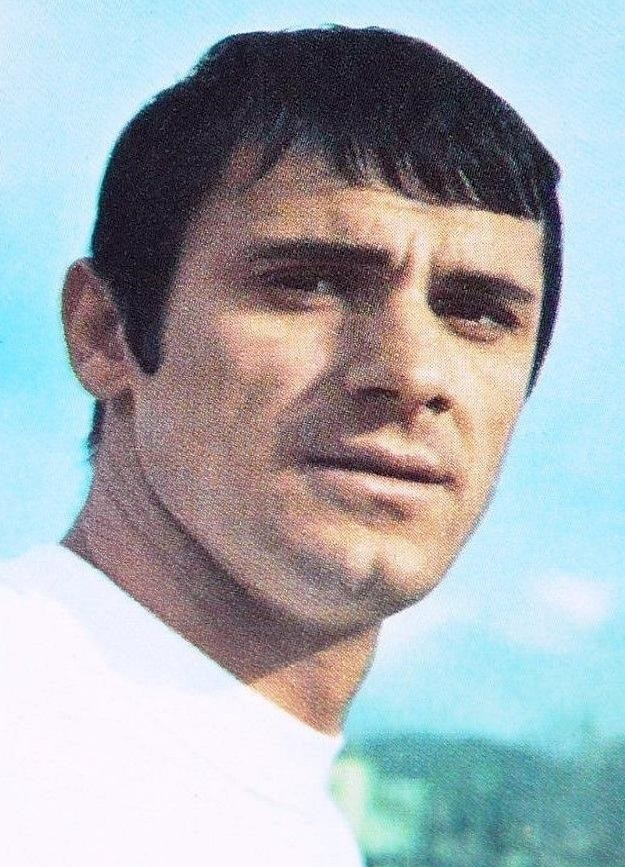
Skoblar en 1970.

À l'Olympique de Marseille, Skoblar connaît le sommet de sa carrière. Il incarne la devise même du club "droit au but" au début des années soixante-dix avec son partenaire d'attaque, l'ailier Roger Magnusson, Skoblar souvent buteur, Magnusson souvent passeur. Avec L'OM, il remporte le championnat de France et le challenge des champions en 1971, puis le championnat de 1972 ainsi que la coupe de France la même année. La saison 1970-1971 sera la plus prolifique de la carrière de Skoblar et connaîtra une bataille historique au classement des buteurs du championnat de France. Josip Skoblar inscrira 44 buts en championnat alors qu'il ne tire pas les penalties, contre 38 buts pour Salif Keita de l'AS Saint Étienne. Il marquera au total 50 buts toutes compétitions confondues et se verra récompenser du Soulier d'or européen en fin de saison grâce a ses performances en championnat. Skoblar reste à ce jour le seul joueur issu du championnat de France et le seul joueur croate à avoir été récompensé du Soulier d'or européen, il détient aussi le record de buts sur une saison dans le championnat de France avec 44 réalisations. Il termine trois fois de suite meilleur buteur du championnat de France, en 1971 (44 buts), en 1972 (30 buts) et 1973 (26 buts). Durant sa carrière olympienne, il a inscrit 2 quadruplés, 8 triplés et 36 doublés, ce qui lui vaudra le surnom "d'Aigle Dalmate" dans la cité phocéenne. En 1974, alors âgé de 33 ans, il décide de rentrer dans son pays, ne se sentant plus à l'aise au club après le changement de direction. Il quitte l'Olympique de Marseille en étant le 2e meilleur buteur de l'histoire du club (dépassé depuis par Jean-Pierre Papin) en ayant inscrit 158 buts en 194 matchs pour le club olympien.
Il s'engage au NK Rijeka où il occupe le rôle de joueur-entraîneur. Josip Skoblar jouera 30 matchs au total puis en 1977, il mettra un terme à sa carrière de joueur.
Skoblar devient directeur technique de l'Olympique de Marseille en 1977, il quitte son poste en 1978 après un conflit en interne.

### Entraîneur
Il commence sa carrière d'entraîneur en 1979 au NK Orijent, club de troisième division yougoslave. En 1981, il emmène le club en quart de finale de la coupe de Yougoslavie en éliminant notamment le NK Zagreb et l'OFK Belgrade.
En 1983, il remplace Marijan Brnčić au club du NK Rijeka en fin de saison. Il conclut les six derniers matchs et sauve le club de la relégation. Lors de sa deuxième saison au club, Skoblar a failli remporter le championnat yougoslave, à 3 points derrière l'Étoile Rouge de Belgrade, il a aussi atteint les quarts de finale de la coupe de Yougoslavie et a qualifié le club pour la Coupe UEFA. Lors de la saison suivante, Rijeka bat le Real Madrid 3-1 en seizièmes de finale de la Coupe UEFA. Rijeka s'inclinera en Espagne au match retour 3-0. Josip Skoblar et ses hommes estimeront avoir été lésés par l'arbitrage.
En 1987, Skoblar s'engage à l'Hajduk Split et remporte la coupe de Yougoslavie, son premier trophée en tant qu'entraîneur. En fin de saison il s'engage dans le club allemand de Hambourg où il est finaliste de la Supercoupe d'Allemagne face au Bayern Munich, défaite 2-1. La même saison il est demi-finaliste de la coupe d'Allemagne en ayant éliminé ce même Bayern Munich 2-1 en quart de finale. Hambourg s'inclinera 2-0 contre Bochum en demi-finale.
La saison suivante il s'engage au Čelik Zenica qu'il sauve de la relégation.
En 1988 il fait un passage au Dinamo Zagreb, puis au Real Valladolid la saison suivante.
En 1990 il fait son retour a l'Hajduk Split où il remportera la coupe de Yougoslavie. En fin de saison il quitte le club et s'engage au FC Famalicao, club portugais, qu'il quittera après une saison pour s'engager avec le NK Zagreb.
En 1994 il fait son retour en France au Nîmes Olympique en Ligue 2, mais l'expérience ne sera que de courte durée.
En 1995, Skoblar retourne au NK Rijeka. Il est limogé dans la saison à cause de mauvais résultats, Skoblar lui estimant qu'il n'avait pas eu assez de temps pour mettre en place ses idées.
En 1998 il effectue une saison dans le club de sa ville Zadarkomerc, puis il prendra la sélection nationale du Liban en 2000 qu'il ne parviendra pas à qualifier pour la coupe d'Asie, il sera limogé dans la foulée.
En 2001, Skoblar retourne à l'Olympique de Marseille en tant que conseiller technique. Le 24 août 2001, il est nommé co-entraîneur de l'Olympique de Marseille aux côtés de Marc Lévy, leur expérience sur le banc olympien ne durera que trois jours, le temps d'un match de championnat contre le SC Bastia, défaite 1-0. Ils seront remplacé dans la foulée par Tomislav Ivic. Skoblar reprendra par la suite sa fonction de conseiller technique pour le club.

## Anecdotes
• En 1973, L’OM affronte l’Olympique lyonnais en quart de finale de la Coupe de France. À la 43e minute de jeu, Josip Skoblar perd ses nerfs et cède aux multiples provocations de Raymond Domenech en lui envoyant un coup de poing au visage. Quittant le terrain avant d'attendre l'expulsion de l'arbitre, Skoblar abandonne ses coéquipiers et laisse son adversaire direct en sang.
• Just Fontaine raconte de lui : « Quand je le voyais face au but, je pensais, frappe de l'intérieur du gauche, de l'extérieur du droit, de la tête, maintenant !... et il l'avait déjà fait, but à chaque fois exactement de la seule façon possible, en une fraction de seconde. Dans les 30 dernières années, c'est le seul buteur que j'ai vu ainsi en France. »
• Fritz Walter capitaine de l'équipe d'Allemagne vainqueur de la coupe du monde en 1954, déclare « Skoblar est un joyau parmi les attaquants de Bundesliga. Il faut l'envier »
• Rolland Courbis raconte ses souvenirs du joueur « Quand on y pense, quel flair a eu Marcel Leclerc de dénicher ce joueur à Hanovre en 1966, alors qu'il n'y avait pas toutes les sources de renseignements d'aujourd'hui. À l'époque, les vestiaires n'étaient pas aussi modernes qu'aujourd'hui, chacun avait son placard, sans le nom inscrit dessus, quand tu passais devant le sien, à voir ses chaussures alignées au millimètre, parfaitement cirées, tu savais que là, c'était la place d'un grand joueur. Mais pas seulement. En 1972, pour le dernier match de la saison, on va à Lyon où les quatre défenseurs, Domenech, Lhomme, Mihajlovic et Baeza s'étaient fixés comme objectif de fracasser Josip. Il ne s'est pas dégonflé une seconde. Josip était souvent dos tourné, exposé, mais il n'avait jamais peur. Il leur a mis deux buts. Il avait ce regard de tueur. Et c'en était un ! »

## Style de jeu
Lorsque Josip Skoblar est arrivé a l'OFK Belgrade, il a été utilisé en ailier gauche grâce à sa polyvalence, sa technique et sa vitesse. C'est à Marseille qu'il a été repositionné en avant-centre. Skoblar pouvait jouer à tous les postes de l'attaque, c'était un dribbleur solide, avec une vitesse incroyable, il possédait un très bon jeu de tête ainsi que la capacité de jouer des deux pieds.

## Statistiques
| Club                   | Année       | Matchs | Buts |
| NK Zadar               | 1958-1959   | ?      | ?    |
| OFK Belgrade           | 1959-1966   | 180    | 82   |
| Olympique de Marseille | 1966 - 1967 | 18     | 17   |
| Hanovre 96             | 1967 - 1969 | 68     | 37   |
| Olympique de Marseille | 1969 - 1974 | 194    | 158  |
| NK Rijeka              | 1974 - 1977 | 36     | 10   |
| Sélection              | Année       | Matchs | Buts |
| Équipe de Yougoslavie  | 1961-1967   | 32     | 11   |

## Palmarès joueur

### En club
OFK Belgrade
- Coupe d'Europe des vainqueurs de coupe :
  - Demi-finaliste : 1963.
- Championnat de Yougoslavie :
  - Vice-champion : 1964.
- Coupe de Yougoslavie (2) :
  - Vainqueur : 1962 et 1966.

Olympique de Marseille
- Championnat de France (2) :
  - Champion : 1971 et 1972.
  - Vice-champion : 1970 et 1975.

- Coupe de France (1) :
  - Vainqueur : 1972.
- Challenge des champions (1) :
  - Vainqueur : 1971.
  - Finaliste : 1972.

### En équipe de Yougoslavie
- Coupe du monde : 
  - Demi-finaliste : 1962.

## Palmarès entraîneur

### En club
HNK Hajduk Split
- Coupe de Yougoslavie (2) :
  - Vainqueur : 1987 et 1991.

Hambourg SV
- Supercoupe d'Allemagne : 
  - Finaliste : 1987.
- Coupe d'Allemagne :
  - Demi-finaliste : 1988.

## Distinctions et records
- Soulier d'or européen en 1971 avec 44 buts.
- Meilleur buteur du championnat de France en 1971 (44 buts), 1972 (30 buts) et 1973 (26 buts).
- Meilleur buteur de la Coupe de France en 1972 avec 8 buts.
- Joueur étranger de l'année France Football en 1970 et en 1971.
- Chevalier de l'Ordre national du Mérite en 2015.
- Directeur sportif de l'année par France Football en 1978.
- Meilleur buteur de l'histoire du championnat de France sur une saison avec 44 buts inscrits lors de la saison 1970-1971.
- Meilleur buteur dans un club français sur une saison toutes compétitions confondue à égalité avec Zlatan Ibrahimović avec 50 buts inscrit lors de la saison 1970-1971.
- Nommé dans la « Dream Team » des 110 ans de l'Olympique de Marseille en 2010.
- Nommé dans le XI de tous les temps par le club de l'OFK Belgrade.
- Nommé dans le XI de tous les temps par le club du HK Rijeka.
- 3e meilleur buteur de l'histoire de l'OM.
- En 2022, le magazine So Foot le classe dans le top 1000 des meilleurs joueurs du championnat de France, à la 17e place[1].

### Vidéographie
- DVD, Les Légendes de l'OM, 2011, Éditions France Télévisions Distribution
  - Josip Skoblar, droit au but, film d'Antony Fayada, 27 minutes.